# Кошрай
Кошрай (на английски: Kosrae) е остров и щат в Микронезия. Населението му е около 8000 души.
Интересно е, че някои фенове на американската поредица „Изгубени“ свързват острова със снимането на сериала. Също така тайнствените числа от сериала (4, 8, 15, 16, 23, 42) са географски координати недалеч от щата (4.815 N °162° 20′ 31.2″ E).